# Christian Leberecht Vogel
Christian Leberecht Vogel (4. april 1759 i Dresden — 11. april 1816 sammesteds) var en tysk maler, far til Carl Christian Vogel von Vogelstein. 
Vogel var elev af og senere (fra 1814) lærer ved Dresdens Akademi. En lang tid (fra 1780) virkede han i Wildenfels på foranledning af grev Solms og malede her mange portrætter; 1804 vendte han tilbage til Dresden. Han har vel malet alterstykker og andet, men dog især vundet navn ved sine portrætter (i olie eller pastel), og da fornemmelig ved barneportrætterne. Berømt og beundret af alle Dresden-turisterne er således Vogels Kinder i Dresdens Galleri (barneportrættet af fyrst Otto von Schönburg-Waldenburg og Alfred von Schönburg-Hartenstein). I Oslo Nationalgalleri findes en børnegruppe (to børn leger med et tændt lys).